# Enrique Verduga
Enrique Wilfrido Verduga (* Chone, Provincia de Manabí, Ecuador, 19 de enero de 1964) es un exfutbolista ecuatoriano que jugaba de volante central.

## Trayectoria
Su primer club fue el Eugenio Espejo de Manabí. Luego fichó por el Patria de la Segunda Categoría de Guayaquil y en 1986 al Emelec.
Con Emelec estuvo más de diez años, fue símbolo y capitán, logrando los campeonatos de 1988, 1993 y 1994. Fue convocado por la Selección ecuatoriana para disputar la Copa América 1989. 
En 1998 se fue al Audaz Octubrino de Machala, club en el que se retiraría año y medio después.
Actualmente se encuentra como profesor en la escuela de fútbol de Emelec en la provincia de Santo Domingo.

## Selección nacional
Ha sido internacional con la Selección de fútbol de Ecuador en 12 ocasiones. Su debut fue el 2 de abril de 1987 en un partido amistoso ante Cuba.

### Participaciones internacionales
- Eliminatorias al Mundial USA 1994 y Francia 1998.

## Clubes
| Club            | País    | Año       |
| --------------- | ------- | --------- |
| Emelec          | Ecuador | 1986-1998 |
| Audaz Octubrino | Ecuador | 1998-1999 |

## Palmarés

### Campeonatos nacionales
| Título                 | Club   | País    | Año  |
| ---------------------- | ------ | ------- | ---- |
| Campeonato Ecuatoriano | Emelec | Ecuador | 1988 |
| Campeonato Ecuatoriano | Emelec | Ecuador | 1993 |
| Campeonato Ecuatoriano | Emelec | Ecuador | 1994 |

- Datos: Q5833909